# 다카마쓰시 커뮤니티 버스
다카마쓰시 커뮤니티 버스(일본어: 高松市コミュニティバス 다카마쓰시 코뮤니티바스[*], 영어: Takamatsu-shi Community Bus)는 가가와현 다카마쓰시를 운행하는 커뮤니티 버스이다. 2018년 현재 5개 노선이, 합병 전의 각 마을 (시오노에정 도시 카가와마치 · 고쿠분쵸)가 운행하고 있는 커뮤니티 버스를 함께 노선망을 구성하고 있다.

## 현재 노선

### 카가와시 셔틀 버스
- 코토덴 버스가 운행 (2018년 8월 31일까지)
- 마루이 관광 버스가 운행(2018년 9월 1일 운행 개시)

### 카가와 마을 커뮤니티 버스 (구 카가와시 지역)
- 마루이 관광 버스가 운행 (1998년 10월 1일 운행 개시)

### 고쿠분쵸 커뮤니티 버스 (구 고쿠분 쵸 지역）
- 아사히 교통이 위탁 운영 (2000년 5월 25일~2010년 6월 30일까지 운행.)
- 마루이 관광 버스 (2010년 7월 1일부터 운행 개시)

### 다카마쓰 서부 지구 승합 택시
- 헤세이 택시 (헤세이 구스) 및 닛신 택시가 운행한다. 2016년 10월 1일부터 운휴 중.

### 야마다 지구 승합 택시
- 토산 교통이 운행한다.

## 과거 노선

### 쇼핑 레인보우 순환 버스
- 코토덴 버스가 수탁 운영. 이용객의 증가로 흑자를 2006년에 코토덴 버스 자주 운행에 이행했다.

## 참고 문헌
- 다카마쓰 시의회 회의록 2006년 제 1회 (3월) 정례회